# Rabbia in corpo
Rabbia in corpo (La Rage au corps) è un film del 1954 diretto da Ralph Habib. Il film fu distribuito in Italia soltanto nel 1957.

## Trama
Un'addetta alla mensa di un cantiere, Clara, si concede senza ritegno a tutti gli uomini. Tonio, il solo che rifiuta le sue avances, risveglia in lei un sentimento amoroso che fa sperare a lui che lei riuscirà a frenarsi. I due si sposano ma, durante un'assenza per lavoro di Tonio, Clara si ritrova in preda al suo dèmone. Ella scopre allora l'esistenza di un trattamento medico che cura la ninfomania. Grazie ad un inopinato ricovero in ospedale, Clara trarrà beneficio da questo trattamento.